# Empoasca chelata
Empoasca chelata är en insektsart som beskrevs av Delong och Davidson 1936. Empoasca chelata ingår i släktet Empoasca och familjen dvärgstritar. Inga underarter finns listade i Catalogue of Life.